# Strongylopus kitumbeine
Espèce
Statut de conservation UICN

 VU D2 : Vulnérable
Strongylopus kitumbeine est une espèce d'amphibiens de la famille des Pyxicephalidae.

## Répartition
Cette espèce est endémique du mont Kitumbeine dans le nord de la Tanzanie. Elle se rencontre entre 2 180 et 2 800 m d'altitude,.

## Étymologie
Cette espèce est nommée en référence au lieu de sa découverte, le mont Kitumbeine.

## Publication originale
- Channing & Davenport, 2002 : A new stream frog from Tanzania (Anura: Ranidae: Strongylopus). African Journal of Herpetology, vol. 51, p. 135-142.